# Нгьобе-Бугле
Нгьобе-Бугле (на испански: Ngobe-Buglé) е една от 5-те територии на централноамериканската държава Панама. Намира се в западната част на страната. Площта ѝ е 6814 квадратни километра и има население от 224 823 души (по изчисления за юли 2020 г.). Столицата на територията е град Чичика.